# لئوستن
لئوستن (انگلیسی: Leosthenes; مرگ ۳۲۳ پیش از میلاد) نام سرداری آتنی معاصر با اسکندر مقدونی بود.
پس از درگذشتن اسکندر آتنی‌ها به تشویق دموستن خطیب شهیر به خیال استقلال افتادند و لئوستن را مأمور کردند که هشت هزار نفر سپاهیان اجیری که در دماغهٔ تِناردر پلوپونس اقامت داشتند و آنها را ولاة اسکندر به حال خود گذارده بودند به خدمت اجیر کند. لئوستن چنین کرد و رئیس سپاهیانی ورزیده شد شد که در آسیا جنگهای بسیاری کرده بودند. این امر زمانی اتفاق افتاد که هنوز در یونان از مرگ اسکندر مطلع نبودند، ولی پس از آنکه خبر مرگ اسکندر علنی شد، لئوستن به اِتولی رفت و مردم را با خود همراه کرد و هفت هزار نفر سپاهی از آنها گرفت و سپس از لوکریان و فوسیدیان خواست که برای رهایی از قید مقدونی‌ها با او متحد شوند.
در خود آتن مردم نسبت به جنگ عقاید موافق و مخالف داشتند، سرانجام آتنیها کمکی که عبارت از پنج هزار پیاده‌نظام ملی و پانصد سوار و دو هزار سپاهی اجیر شده بود را برای کمک به لئوستن راهی کردند و او حرکت کرد و وارد بئوسی شد و با آنان که طرفدار مقدونیها بودند جنگید و آنان را در هم شکست و بعد با سرعت، خود را به تنگه ترموپیل رسانید و آن را اشغال کرد و منتظر مقدونیها ماند. در جدالی که بین طرفین روی داد یونانیها فاتح شدند و آن تی پاتر که اسکندر او را در مقدونیه برای نظارت بر امور اروپا گزاشته بود شکست خورد و چون راه فرار به مقدونیه نداشت به شهر لامیا پناه برد. لئوستن خود را به لامیا رسانید و آن را محاصره کرد، یورشهای آتنی‌ها و دفاع مقدونیها بطول انجامید و بالاخره سردار آتنی چون دید شهر محکم است درصدد برآمد که باقحطی و گرسنگی مقدونیها را وادار به تسلیم کند. به همین منظور، خندق عریضی دور شهر حفر کرد و ارتباط محصورین را با خارج قطع کرد. در نتیجه مقدونیها در وضعیت بسیار سختی گرفتار شدند و تا تسلیم کردن شهر پیش رفتند، ولی در این وقت اتفاقی افتاد که مقدونیها از یأس بیرون آمدند. در جنگی که آن تی پاتر با محاصره کنندگان می‌کرد، سنگی به سرش خورد و بیهوش شد. او را به اردو بردند امّا پس از سه روز درگذشت. آتنیها افتخارات بسیار برای او قائل شدند. بعد آن تی فیل که در امور سوق‌الجیشی بسیار ماهر بود را سردار سپاه کردند. موافق روایت ژوستن در موقع محاصره، تیری از درون شهر به لئوستن اصابت کرد و او در نتیجه اصابت آن تیر کشته شد.